# Plagioscion squamosissimus
Plagioscion squamosissimus, peixe popularmente conhecido como pescada-amazônica,  é uma espécie brasileira de  pescada, comumente criada em cativeiro no Nordeste do Brasil.